# Заменитель молочного жира
Заменитель молочного жира — продукт с массовой долей жира не менее 99%, состоящий из многокомпонентной композиции растительных жиров, приближенный по органолептическим и физико-химическим свойствам к молочному жиру. Используется в производстве топлёных смесей и спредов, молокосодержащих продуктов, произведенных по технологии творога, сметаны, сыра, кисломолочных продуктов, а также мороженого с заменителем молочного жира и замороженных десертов.
Применяется для обеспечения высокой устойчивости сырья и готовой продукции и снижения себестоимости готовой продукции. Используется в предложениях «здорового питания» (в связи со снижением холестерина в готовой продукции), а также в веганском питании. 

## История
В 1960-х годы среди населения США и стран Европы возрос интерес к растительной альтернативе продуктам животного происхождения. Причиной этому стала проблема лишнего веса среди жителей крупных городов, а также распространение информации о вреде холестерина, пользе и меньшей калорийности растительных масел. В 1969 году в Швеции впервые было выпущено масло с частичной заменой молочного жира растительным. Продукт получил название «спред» и быстро стал популярным
.
Спред вошел в культуру питания Финляндии (а затем и некоторых других европейских стран) в результате реализации проекта «Северная Карелия» (запуск в 1972 году). По данным исследований благодаря введению продуктов малой жирности и замене молочного жира (вместо продуктов с насыщенными животными жирами), в том числе спреда, удалось снизить количество сердечно-сосудистых заболеваний среди населения Финляндии. Переход к такой модели питания в сочетании с популяризацией физической культуры позволил за 20 лет снизить смертность от сердечно-сосудистых заболеваний в 8 раз.
Постепенно спреды были включены в официальные руководства по питанию в Финляндии, Великобритании, Германии, Канаде, Ирландии, Швейцарии, Норвегии.
В начале 1980-х годов первые заменители молочного жира появились на рынке и по сути являлись концентратом из сывороточного белка. Однако, в то же десятилетие состав был усовершенствован за счет преимущества растительных масел в составе и как следствие снижения уровня холестерина.
В СССР в 1974 году ВНИИМС и Институт общественного питания (часть Академии медицинских наук СССР) разработали рецептуру «Масла диетического», в котором жир на 25% был заменен растительным маслом.
В конце 1980-х гг.  ВНИИМС и ВНИИЖ разработали смесь из отверждённых растительных жиров, которая получила название «аналог молочного жира»
В 1990-х в России было налажено производство заменителей молочного жира за счет поставок импортного сырья и спроса на этот продукт.
В 2011 году был принят Технический регламент Таможенного союза на масложировую продукцию, в котором в том числе дано определение Заменителя молочного жира.
В 2014 году в России был принят техрегламент «О безопасности молока и молочной продукции», согласно которому производителям было запрещено использовать «молочные» термины (молоко, масло, творог) в названии продуктов, содержащих заменитель молочного жира.

## Состав
Заменители молочного жира производят из немодифицированных и (или) модифицированных растительных масел (пальмоядровое, пальмовое, кокосовое, подсолнечное, соевое и др.) Для улучшения потребительских характеристик (например, для придания более сливочного вкуса) некоторые производители применяют различные пищевые добавки: эмульгаторы (лецитин, моно- и диглицериды и другие). Также могут использовать красители (н-р, бетакаротин) и антиокислители (токоферолы и токотриенолы) и обогащать с помощью витаминов D, E, K, A и фитостеринов.

## Требования к свойствам
Основное требование к заменителям молочного жира — высокая скорость кристаллизации с образованием очень мелких (размером около 1 мкм) тонких кристаллов в устойчивой мелкокристаллической форме, которые могут быть упакованы в плотные мелкозернистые жёсткие структуры, это придаёт готовому продукту гомогенную, пластичную консистенцию. Поскольку молочный жир плавится при температуре тела (тает в полости рта) и остаётся твёрдым при низкой температуре, аналогичные характеристики по твёрдости, термоустойчивости, температурам плавления и застывания должны быть близки и у заменителя. При создании заменителей молочного жира для спредов учитывается возможность улучшения их характеристик плавления в сравнении со сливочным маслом: при температуре бытового холодильника +4… +6 ⁰С сохраняется пластичность и способность к намазыванию, а при температуре +20 ⁰С твердость таких заменителей повышена, что обеспечивает более высокую плотность спредов при температуре потребления.
Для направленного изменения физико-химических свойств продукта в отечественной масложировой промышленности применяют различные виды модификаций, среди которых фракционирование и переэтерификация.

## Преимущества и недостатки
Преимущества заменителя молочного жира состоят, главным образом, в сбалансированной пропорции насыщенных и ненасыщенных жиров в составе.
ЗМЖ не содержат холестерина, а ненасыщенные жирные кислоты способствуют его выведению из организма. Также растительные масла в составе ЗМЖ являются источником витаминов (в особенности A и E), антиоксидантов. По сравнению с молочным жиром, заменитель имеет более долгие сроки хранения, более устойчив к колебаниям температуры, а себестоимость сырья, из которого изготавливают заменитель – ниже. Содержание в растительных маслах полиненасыщенных кислот полезно для профилактики сердечно-сосудистых заболеваний. Также растительные масла не содержат трансжиров.
При чрезмерном употреблении, а также при употреблении некачественного продукта, заменители молочного жира могут быть вредны и вызывать расстройства пищеварения.
Калорийность ЗМЖ не отличается от калорийности молочного жира и составляет 9 ккал на 1 грамм продукта.
По данным ВОЗ, заменители молочного жира и продукты их содержащие безопасны для здоровья, если это не частично гидрогенизированные масла, которые повышают риск развития сердечно-сосудистых заболеваний из-за содержания в них трансжиров.